# Murray Rothbard
Murray Newton Rothbard (El Bronx, 2 de marzo de 1926-Nueva York, 7 de enero de 1995) fue un economista perteneciente a la escuela austriaca de economía, historiador y teórico político estadounidense. Rothbard fue una figura central del movimiento libertario estadounidense del siglo XX, en particular de sus vertientes de derecha; es además fundador y principal teórico del anarcocapitalismo. Escribió más de veinte libros sobre teoría política, historia, economía y otros temas.
Rothbard sostenía que todos los servicios prestados por el "sistema monopolístico del Estado corporativo" podrían ser proporcionados de forma más eficiente por el sector privado y escribió que el Estado es "evidentemente una organización del robo sistematizada". Calificó la banca de reserva fraccional como una forma de fraude y se opuso a la existencia de un banco central. Según su protegido Hans-Hermann Hoppe, "no habría movimiento anarcocapitalista del que hablar sin Rothbard".
Hoppe describió a Rothbard como alguien que llevaba una "existencia marginal" en el mundo académico. Rothbard rechazó las metodologías económicas dominantes y en su lugar abrazó la praxeología de Ludwig von Mises. Rothbard enseñó economía en una división de Wall Street de la Universidad de Nueva York, más tarde en el Politécnico de Brooklyn perteneciente a la misma universidad, y después de 1986 en un puesto de profesor en la Universidad de Nevada, Las Vegas. Asociado con el multimillonario del petróleo Charles Koch, Rothbard fue uno de los fundadores del Instituto Cato y del Centro de Estudios Libertarios en la década de 1970. Rompió con Koch y se unió a Lew Rockwell y Burton Blumert en 1982 para fundar el Instituto Mises en Alabama.
Rothbard se opuso al igualitarismo y al movimiento por los derechos civiles, y culpó al voto y al activismo de las mujeres del crecimiento del estado del bienestar. Promovió el revisionismo histórico y se hizo amigo del negacionista del Holocausto Harry Elmer Barnes. Más tarde en su carrera, Rothbard abogó por una alianza libertaria con el paleoconservadurismo (que él llamó paleolibertarismo), favoreciendo el populismo de derechas y defendiendo al supremacista blanco David Duke. En la década de 2010, recibió una renovada atención como influencia de la alt-right.

## Vida
Murray Rothbard nació el 2 de marzo de 1926, en el Bronx. Rothbard, judío, tuvo su primer choque con el Estado en la escuela pública, que, según propia confesión, marcó «el período más infeliz» de su vida. También dijo que creció y se educó «en la cultura comunista». Su padre, David, le inculcó un interés polifacético por el saber, «las ciencias, la filosofía, la historia... todo atraía al curioso Murray, que también adquirió de su padre un rechazo del totalitarismo, del fanatismo religioso y de cualquier dogmatismo».
Se licenció en Matemáticas y Economía en la Universidad de Columbia en el año 1945 y se doctoró en Economía en el 1956 bajo la tutela de Joseph Dorfman.

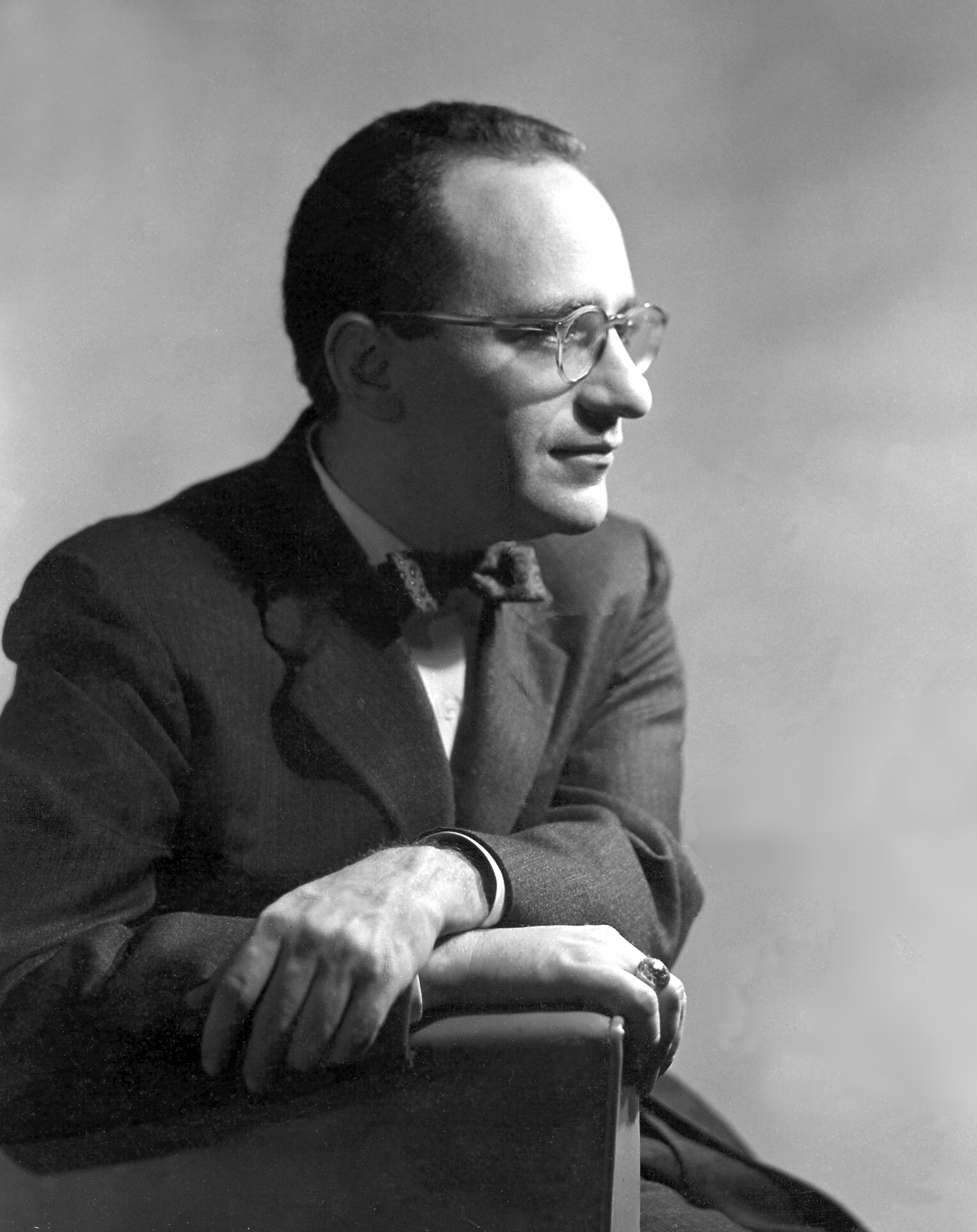
Murray Rothbard en sus años de juventud.

Rothbard escribió sobre multitud de temas diferentes. Suele decirse que tal cantidad de escritos sólo pudo ser acometida por cuatro o cinco Rothbards distintos, especializados cada uno de ellos en un área del conocimiento concreta. Por ejemplo, el economista Walter Block, uno de los seguidores y amigos de Rothbard, dijo del estadounidense que era capaz de escribir a una media de ocho páginas por hora.
En el transcurso de su vida, Rothbard, estuvo asociado con numerosos pensadores. En los primeros años de la década del 1950 estudió con su maestro y mentor, el economista austríaco Ludwig von Mises, y empezó a trabajar para el William Volker Fund. A finales de los 1950 estuvo brevemente en el círculo de Ayn Rand y de Nathaniel Branden, a quienes criticó duramente años después. Estuvo influido también por la economía política de Franz Oppenheimer.
Durante la década de 1960, Rothbard abogó por una alianza con la Nueva Izquierda estadounidense y con el movimiento contra la guerra de Vietnam, alegando que los conservadores habían sido completamente subsumidos por el establishment estatista. Asoció el aislacionismo originario estadounidense al antiimperialismo de la izquierda de esos tiempos. Durante esta fase, se vinculó con Karl Hess.
Participó activamente en el Partido libertario durante los 1970 y 1980 siendo un claro opositor al gobierno de Ronald Reagan y al apoyo de algunos libertarios a su Gobierno, lo cual consideró inadecuado para el proyecto libertario. Abandonó el PL en 1989, empezando entonces a acercarse a la derecha paleoconservadora, llegando a apoyar, contra el neoconservadurismo dominante, al nacionalista-populista Pat Buchanan por su posición aislacionista en política exterior, años después desistió de apoyar este tipo de fuerzas. Pocos años antes de su muerte manifestó el error de hacer alianzas políticas no libertarias si se está en pos de un proyecto libertario.[cita requerida] Aunque en algunas etapas de su vida apoyara distintos pensamientos políticos, nunca se alejó de sus propias ideas anarcocapitalistas. Creía que haciendo pactos concretos con algunas fuerzas políticas, se darían los pasos necesarios para adelantar la llegada a un sistema libertario.

## Ideología

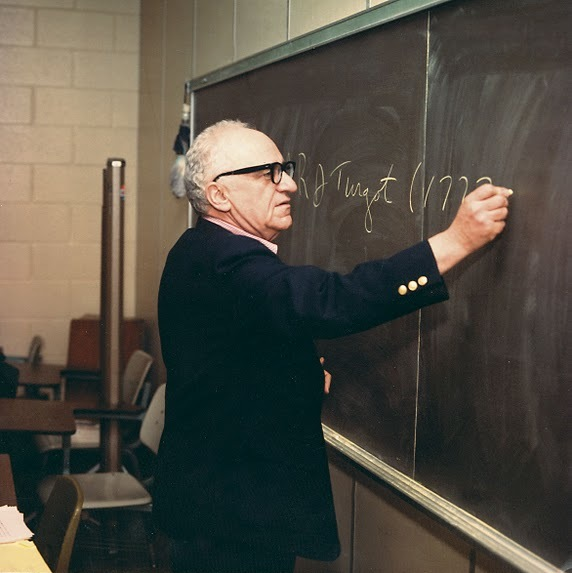
Murray Rothbard enseñando.

El estadounidense Murray Rothbard trató de dominar y de reformular un sinfín de materias: economía, ética, filosofía política, política, metodología, historia económica, historia del pensamiento económico o historia estadounidense. De todos estos temas escribió ampliamente en sus casi 25 libros. Rothbard fue sobre todo un economista, pese a sus diversos ámbitos de estudio y uno de los pocos que estudió a los economistas anteriores a Adam Smith, tales como los escolásticos y los fisiócratas.
Murray Rothbard se caracteriza por sus argumentos sistemáticos a la hora de formular sus teorías, una técnica argumentativa que puede notarse en casi todas sus obras. A los 36 años escribe su obra magna El hombre, la economía y el Estado. Este libro (con sus casi 1500 páginas) es una de las dos grandes obras de la Escuela Austríaca de Economía junto con La acción humana de Ludwig von Mises y que, para algunos economistas austríacos la mejora. El propio Mises la definió como «una contribución trascendental para la economía».
Luego Rothbard basaría gran parte de su obra y de su fama en la articulación de una defensa basada en el derecho natural (o iusnaturalismo) de la propiedad privada y del capitalismo, que sería el eje de su anarquismo capitalista o, como él lo llamaba, anarcocapitalismo. Rothbard explica cómo el Estado ha ido extendiendo su poder sobre distintas áreas de la sociedad sin ningún título para ello, y con consecuencias negativas. De allí saca argumentos como que los mercados negros son relaciones legítimas entre las personas y defiende la restitución de propiedades expropiadas (un ejemplo de esto: proponía la devolución de las tierras de los estados del Sur de Estados Unidos a los descendientes afroamericanos de los esclavos comprobables, ya que eran ellos quienes habían trabajado la tierra originalmente).
Rothbard se opuso a lo que consideraba la sobreespecialización académica, y buscó el unir las disciplina de economía, historia, ética y las ciencias políticas para crear una «ciencia de la libertad». Esta aproximación estaba influida por los argumentos que Ludwig von Mises presentó en libros tales como La acción humana y Teoría e historia. Mises argumentaba que los fundamentos de las ciencias sociales pertenecen a una lógica de la acción humana que puede ser conocida antes de comenzar las investigaciones empíricas, método que luego se daría en llamar «apriorismo extremo». Rothbard quiso emplear estos conceptos para guiar la investigación histórica, especialmente su trabajo de historia económica. El resultado fue la clásica obra de tres tomos Historia del pensamiento económico, uno de sus más reconocidos triunfos académicos luego de El hombre, la economía y el Estado. Su último volumen quedó inacabado debido a su fallecimiento.

### Ley de Rothbard
La «ley de Rothbard» es un adagio autoatribuido. En esencia, Rothbard sugiere que una persona de otro talento se especializa y se centra en un área en la que es más débil —o simplemente está equivocada—. O como a menudo ha señalado: «cada uno se especializa en lo que es peor». En un ejemplo, habla del tiempo junto a Ludwig von Mises:

En todos los años que concurrí a su seminario y estaba con él, nunca se refirió a la política internacional. Si era un intervencionista en asuntos externos, nunca lo supe. Esto es una violación a la ley de Rothbard, que consiste en que las personas tienden a especializarse en lo que son peores. Henry George, por ejemplo, es excelente en todo excepto tierra, por lo que escribe sobre tierra el 90% del tiempo. Milton Friedman es excelente excepto en moneda, por lo que se concentra en moneda. Mises, sin embargo, y Kirzner también, siempre trabajaron en aquello en lo que eran los mejores.
«La ciencia de la libertad: una entrevista con Murray Rothbard» por Jeffrey Tucker

## Pensamiento moral y político
La principal obra de filosofía moral y política de Rothbard es La ética de la libertad. Allí defiende una teoría iusnaturalista que parte de la propiedad sobre sí mismo (self-ownership). A partir de ese principio Rothbard defiende: 
1. La licitud de las apropiaciones originales mediante el trabajo.
2. La libertad para intercambiar los bienes.
3. El principio de no agresión.
4. El deber de indemnizar a otros por los daños que se les haya causado.
5. La ilicitud de la redistribución de los títulos de propiedad.
6. La necesidad del anarcocapitalismo.

La obra política y moral de Rothbard ha resultado polémica por varias razones. Entre ellas pueden mencionarse su concepción de los derechos naturales, según la cual todos los derechos son formas de propiedad; la licitud del trabajo infantil, el tratamiento de la patria potestad y los derechos de los padres sobre los hijos como una forma de propiedad, la licitud del chantaje, entre otros. Su argumentación le ha hecho objeto de duras críticas. El filósofo estadounidense Edward Feser ha llegado a afirmar que Rothbard es un "mal filósofo", "incapaz de producir incluso un argumento filosófico mínimamente respetable".[cita requerida]
Por otra parte, su teoría política ha sido considerada como una forma (no querida) de distopía[¿por quién?]. 
Rothbard  sostiene  que los padres no deberían tener la obligación legal de alimentar a sus hijos, vestirlos y educarlos, ya que tales exigencias serían coactivas y privarían a los padres de sus derechos. 
Rothbard se opone también a la  «normativa de la asistencia obligatoria a la escuela»  y a  «las leyes que prohíben que los niños trabajen y se ganen la vida» y a  «las leyes  sobre el trabajo infantil que han impedido por sistema por la fuerza la entrada de los niños en el mercado laboral privilegiando de este modo a sus competidores adultos»,  y considera que si se permitiera el mercado libre de niños, se eliminaría este desequilibrio y se llevaría a cabo una transferencia de bebés y de niños desde padres que no los quieren o no los cuidan a padres que desean ardientemente tenerlos. Todos los implicados: los padres biológicos, los niños y los padres adoptivos que los compran saldrían ganando en este tipo de sociedad.

## Legado
En 2025, con motivo del trigésimo aniversario de su fallecimiento, la Asociación Liberal de Estudiantes de Zaragoza, junto a la Asociación Libertaria Austríaca de la Universidad Rey Juan Carlos y los canales Ancat, Libertad Individual y Made in Ancapia, lanzaron el bootcamp anarcocapitalista para homenajear su figura y dar a conocer su obra a todo el planeta. 

## Obra

### Enciclopedias
- Powell, Benjamin; Stringham, Edward (2008). «Rothbard, Murray N. (1926–1995)». The New Palgrave Dictionary of Economics (en inglés) (Second Edition). Hampshire: Palgrave Macmillan. doi:10.1057/9780230226203.1461.
- Rothbard, Murray N. (1987). «Catallactics». The New Palgrave: A Dictionary of Economics (en inglés) 1. Hampshire: Palgrave Macmillan. pp. 377-378. doi:10.1057/9780230226203.2155.
- Rothbard, Murray N. (1987). «Fetter, Frank Albert (1863–1949)». The New Palgrave: A Dictionary of Economics (en inglés) 2. Hampshire: Palgrave Macmillan. p. 308. doi:10.1057/9780230226203.2546.
- Rothbard, Murray N. (1987). «Imputation». The New Palgrave: A Dictionary of Economics (en inglés) 2. Hampshire: Palgrave Macmillan. pp. 738-739. doi:10.1057/9780230226203.2768.
- Rothbard, Murray N. (1987). «Mises, Ludwig Edler von (1881–1973)». The New Palgrave: A Dictionary of Economics (en inglés) 1. Hampshire: Palgrave Macmillan. pp. 479-480. doi:10.1057/9780230226203.3093.
- Rothbard, Murray N. (1987). «Time Preference». The New Palgrave: A Dictionary of Economics (en inglés) 4. Hampshire: Palgrave Macmillan. pp. 644-646. doi:10.1057/9780230226203.3670.

### Libros
- Rothbard, Murray N. (2000). Historia del Pensamiento Económico (2 volúmenes). Madrid: Unión Editorial.
- Rothbard, Murray N. (2003). The Ethics of Liberty [La Ética de la Libertad] (en inglés). Nueva York: New York University Press. ISBN 978-0-8147-7559-2. Consultado el 12 de mayo de 2012.
- Rothbard, Murray N. (2006). An Austrian Perspective on the History of Economic Thought [Historia del Pensamiento Económico] (2 volúmenes) (en inglés). Auburn: Ludwig von Mises Institute. ISBN 978-0-945466-48-2. Consultado el 12 de mayo de 2012.
- Rothbard, Murray N. (2006). For a New Liberty: The Libertarian Manifesto [Hacia una Nueva Libertad: El manifiesto libertario] (en inglés) (2a edición). Auburn: Ludwig von Mises Institute. ISBN 978-0-945466-47-5. Consultado el 12 de mayo de 2012.
- Rothbard, Murray N. (2009). La Ética de la Libertad (2a edición). Madrid: Unión Editorial. ISBN 978-84-7209-480-2.
- Rothbard, Murray N. (2009). Man, Economy, and State, with Power and Market [El Hombre, la Economía y el Estado] (en inglés). Auburn: Ludwig von Mises Institute. ISBN 978-1-933550-27-5. Consultado el 12 de mayo de 2012.
- Rothbard, Murray N. (2010). Keynes the Man [Keynes el Hombre] (en inglés). Auburn: Ludwig von Mises Institute. ISBN 978-1-933550-72-5. Consultado el 20 de mayo de 2012.
- Rothbard, Murray N.. Hacia una Nueva Libertad: El manifiesto libertario. Madrid: Unión Editorial. ISBN 978-98-71239-01-6.

### Publicaciones
- Rothbard, Murray N. (1951). «Mises’ “Human Action”: Comment». The American Economic Review (en inglés) 41 (1): 181-185. Consultado el 12 de mayo de 2012.
- Rothbard, Murray N. (1974). «Competition and entrepreneurship. By Israel M. Kirzner. Chicago and London: University of Chicago Press, 1973. Pp. x, 246. $7.95.». Journal of Economic Literature (en inglés) 12 (3): 902-904. Consultado el 12 de mayo de 2012.
- Rothbard, Murray N. (1988). «The Myth of Free Banking in Scotland». The Review of Austrian Economics (en inglés) 2 (1): 229-245. doi:10.1007/BF01539310.
- Rothbard, Murray N. (1990). «Karl Marx: Communist as Religious Eschatologist». The Review of Austrian Economics (en inglés) 4 (1): 123-179. doi:10.1007/BF02426366.
- Rothbard, Murray N. (1999). «The Origins of the Federal Reserve». Quarterly Journal of Austrian Economics (en inglés) 2 (3): 3-51. doi:10.1007/s12113-999-1019-6.